# Antoñanes del Páramo
Antoñanes del Páramo es una localidad del municipio de Bustillo del Páramo, en la comarca del Páramo Leonés, en la provincia de León, España.

## Evolución demográfica
| 2000 | 2001 | 2002 | 2003 | 2004 | 2005 | 2006 | 2007 | 2008 | 2009 | 2010 | 2011 |
| 168  | 165  | 157  | 142  | 137  | 139  | 132  | 134  | 135  | 127  | 131  | 122  |

Celebra sus fiestas más importantes el tercer domingo de septiembre en honor de la Virgen de las Victorias. La fiesta dura 3 días. En esos días hay misas, procesión, campeonato de tute mus y cinquillo, carrera de cintas, juegos infantiles, chorizadas, orquestas y las tradicionales sopas de ajo.
El 15 de mayo celebra la fiesta en honor de San Isidro, patrono de los labradores, por la mañana hay misa y rogativa para una parte del pueblo y por se hace otra rogativa para la otra parte del pueblo.
La Semana Santa se celebra con actos tradicionales religioso
.En primer lugar el Domingo de Ramos se bendicen los ramos en los portales de la iglesia y el coro de mujeres entona el canto de la pasión.
El jueves se realiza la misa de la cena y la vela al Santísimo.
El viernes por la mañana se canta el Calvario en el patio de la iglesia y por la tarde, después de los oficios, se saca en procesión a la Dolorosa, virgen de gran valor, por las calles, junto a la imagen del Cristo, entonando el típico Rosario de la Buena Muerte.
Ya el domingo se celebra la procesión del encuentro.Las mujeres salen por una calle con la Virgen que lleva un manto negro y los hombres van por otra calle con el Niño Jesús para realizar el encuentro. Cuando se juntan las dos imágenes, se entona un canto y las mujeres quitan el manto negro de la virgen y le dejan uno azul.
Su iglesia se encuentra en el centro del pueblo, de una sola nave con un patrimonio histórico artístico bastante mermado del que tenía en siglos anteriores. La parte que corresponde al crucero está ocupada por la Capilla de las Ánimas, es de forma cuadrada, que a una cierta altura se transforma en círculo, dando origen a una cúpula decorada con estructuras geométricas en estuco policromado. Tiene un retablo barroco del siglo XVII. En el retablo se encuentra un crucificado. El altar central de tipo prechurrigueresco data de 1650, en él se encuentra, entre otras imágenes, la de San Pedro, titular de la parroquia, la de la Virgen de las Victorias, la de San Roque, Santa Bárbara y la del Corazón de Jesús.La iglesia contaba con dos altares laterales, uno dedicado a San Antonio y otro a la Virgen del Rosario.
El pueblo cuenta con un bar, un consultorio médico, escuelas, local para la Asociación local de amas de casa, salón de baile, frontón, campos de fútbol y fútbol sala, parques, jardines....
En el año 2004 se recuperó el antiguo ramo (especie de triángulo de madera que se adornaba con hiedra, roscas y velas) que se cantaba en las bodas antiguas. Desde ese año en las bodas de oro de alguien del pueblo a la salida de misa cantan el ramo y después las roscas que lleva el ramo se comen entre los que cantaron el ramo.

## Historia

### SigloXIX
Así se describe a Antoñanes del Páramo en la página 346 del tomo II del Diccionario geográfico-estadístico-histórico de España y sus posesiones de Ultramar, obra impulsada por Pascual Madoz a mediados del siglo XIX:

ANTOÑANES DEL PÁRAMO

Lugar en la provincia de León (5 leguas), partido judicial de La Bañeza (2 1/2), diócesis de Astorga (3 1/2), audiencia territorial y capitanía general de Valladolid, y ayuntamiento de Matalobos.
Situado en llano a 1 1/2 legua del río Órbigo, está batido por todos los vientos y goza de clima saludable.
Las casas que lo constituyen son la mayor parte de tierra con techos de paja de un solo piso y de mala distribución interior; tiene una iglesia bajo la advocación de San Pedro Apóstol, servida por un cura párroco cuya provisión es una vez laical del conde de Luna, y otra alternativa de presentación eclesiástica.
Confina su término por N con el de Bustillo, por E con los de la Mata y Villarín, por S con el de Mansilla del Páramo, y por O con el de Huerga de Frailes.
El terreno es todo de páramo por cuya razón solo produce centeno y ganado lanar.
La industria consiste en algún tráfico al por menor de aceite de linaza que sus habitantes compran y venden por el país.
Población: 40 vecinos, 186 almas.

Contribución: con el ayuntamiento.